# Woiwodschaft Jelenia Góra
Die Woiwodschaft Jelenia Góra (polnisch: Województwo jeleniogórskie) war in den Jahren 1975 bis 1998 eine polnische Verwaltungseinheit. Sie war eine von 49 Woiwodschaften, durch Aufteilung der Woiwodschaft Breslau entstanden und hatte eine Fläche von 4379 km². Sie ging im Zuge einer Gebietsreform 1998 mit 523 700 Einwohnern in der heutigen Woiwodschaft Niederschlesien auf. Ihre Hauptstadt war Jelenia Góra (Hirschberg).
Bedeutende Städte waren (Einwohnerzahl am 31. Dezember 1998):
- Jelenia Góra (93.901)
- Bolesławiec (44.026)
- Zgorzelec (36.341)
- Lubań (24.339)
- Kamienna Góra (23.123)
- Bogatynia (20.346)
- Kowary (12.875)

## Quelle
- Dz.U. 1975 nr 17 poz. 92 (polnisch) Gesetz über die Zuordnung von Städten und Gemeinden zu den Woiwodschaften vom 30. Mai 1975 (PDF-Datei; 783 kB)